# 克萊麗莎·平蔻拉·埃思戴絲
克萊麗莎·平蔻拉·埃思戴絲（西班牙语：Clarissa Pinkola Estés，1945年1月27日—），是一位美國詩人、榮格分析師、作者以及口語藝術家。
父母是墨西哥人，由印第安那州的匈牙利移民收養。

## 生平
埃思戴絲是認證資深榮格分析師。博士論文與跨文化研究及臨床心理學有關。
1960 年代埃思戴絲任職於伊利諾伊州的一家退伍軍人醫院。工作的對象包括第一次世界大戰、第二次世界大戰、韓戰和越戰的軍人，多數人都因戰爭而肢體癱瘓。她也在其它組織工作，照顧有嚴重創傷症候群的孩童、退伍軍人及其家人。
1970 年代初開始，埃思戴絲在監獄中教授寫作、說故事及傳統醫學療法，地點如科羅拉多州男子監獄、加州聯邦女子監獄等，及其它美國西部的「封閉設施」。
埃思戴絲也為難產、受害者家屬等緊急事件提供服務。當她在自然災害現場服務時，發展出〈創傷後復元協議書〉，第一篇翻譯是為了 1988 年亞美尼亞地震受害的倖存者；該協議旨在讓第一批響應者離開後能在自己的社區進行復元工作。1999 年科倫拜校園事件發生後，埃思戴絲在其校園及當地社區服務了三年。接著在東西岸為 911事件 倖存者服務。
作為傳統醫學療法的跨文化實行者，埃思戴絲在馬雅·安傑洛及科麗塔·史考特·金恩創辦的基金會擔任董事會成員，服務於維克森林大學。基金會的其中一個計劃是教導病人用相機紀錄他們的生活，並編成故事說出來，由埃思戴絲及攝影師 Michael Cunningham 教授技巧。

## 中文版作品
- 《與狼同奔的女人》(Wemen Who Run with the Wolves)，2017年，繁體中文版遊心靈工坊出版，ISBN 978-986-357-108-7